# ال کامپیو
اِل کامپِیو (به اسپانیایی: El Campello) دهستانی در استان آلیکانتهٔ اسپانیا است.
در این دهستان ۲۶٬۰۴۳ نفر زندگی می‌کنند. مساحت این دهستان ۵۵٫۷۰ کیلومتر مربع است.

## نگارخانه

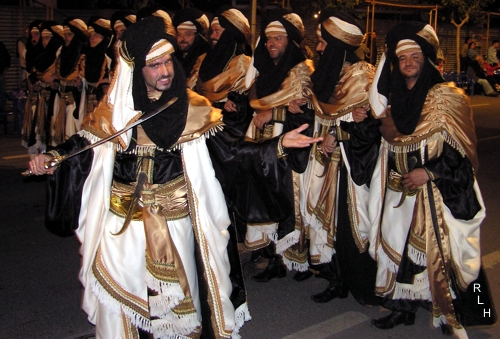
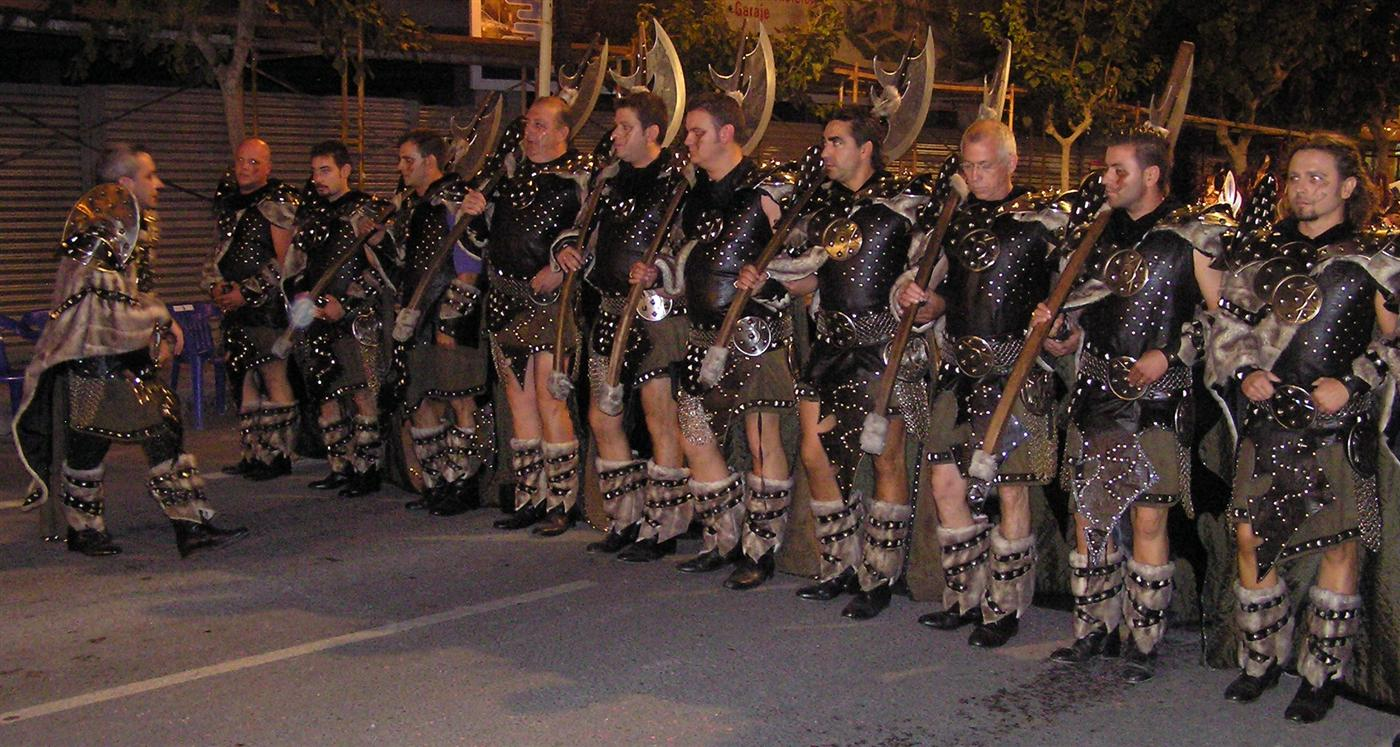
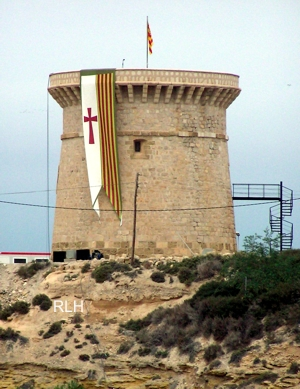
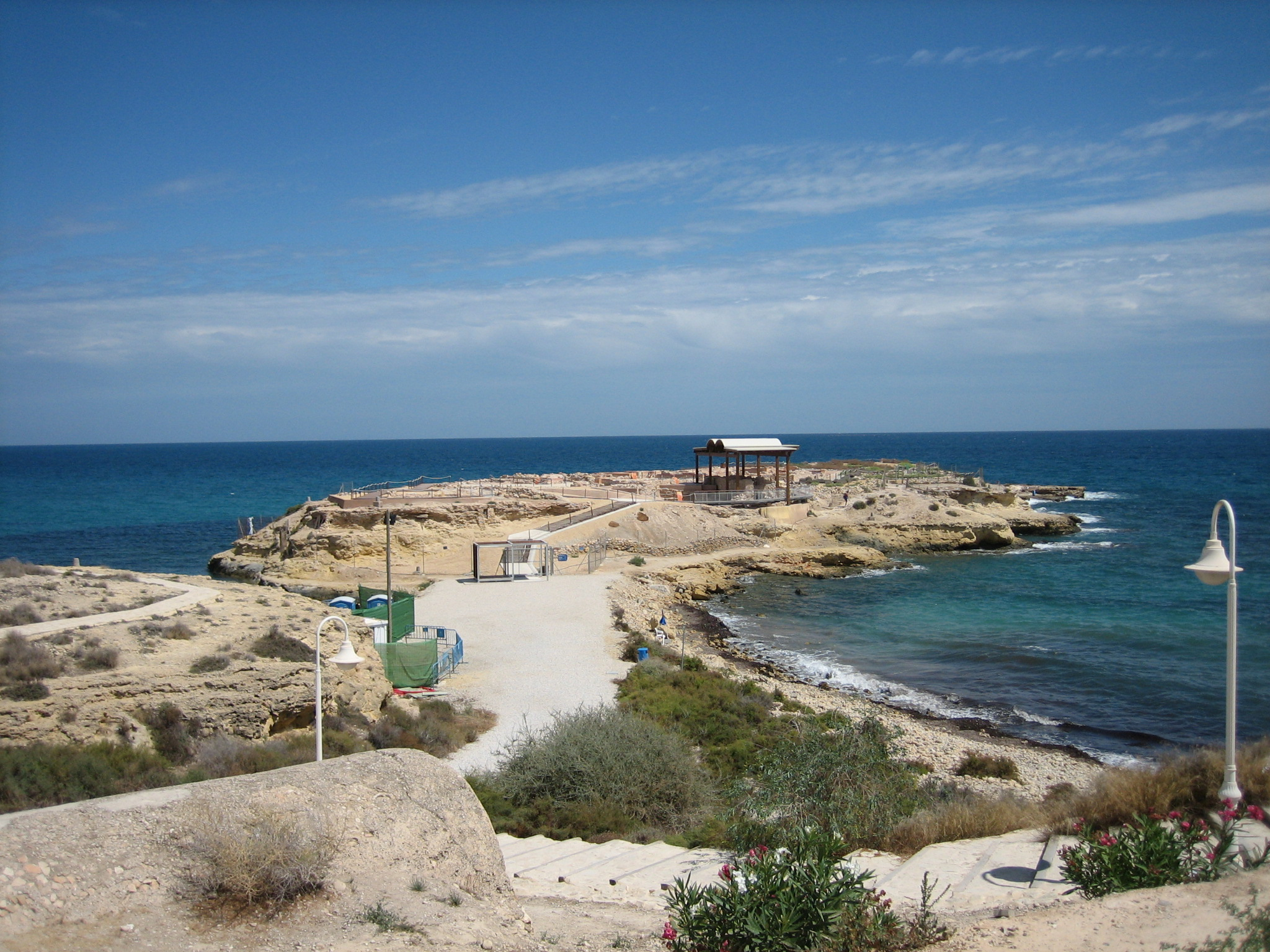